# 薩利克區
5°39′21″S 79°18′58″W / 5.6559°S 79.3160°W
薩利克區（西班牙語：Distrito de Sallique），是秘魯的一個區，位於該國北部卡哈馬卡大區的哈恩省，始建於1857年1月2日，面積373.9平方公里，海拔高度1,675米，2005年人口7,908，人口密度每平方公里21人。